# Тёплая Гора (станция)
Тёплая Гора — пассажирская, грузовая и сортировочная железнодорожная станция Пермского региона Свердловской железной дороги. Находится в посёлке городского типа Тёплая Гора Пермский края России. 
На станции есть небольшой каменный одноэтажный вокзал с билетной кассой и залом ожидания. Станция служит, в основном, для местных жителей и для туристов, а также обслуживает промышленные предприятия посёлка.
Железнодорожная станция располагается на линии Горнозаводской железной дороги Свердловской железной дороги, находится на однопутном участке Пермь — Нижний Тагил. 
На станции останавливаются электрички Пермь-I — Тёплая Гора и Чусовская — Нижний Тагил, транзитом следуют пассажирские поезда 84Е/84М Приобье — Серов — Москва, 49/50 Екатеринбург — Нижний Тагил — Москва, 603/604 Екатеринбург — Соликамск . 
От станции отходит ответвление, промышленная ветка на Вижайский щебёночный карьер.

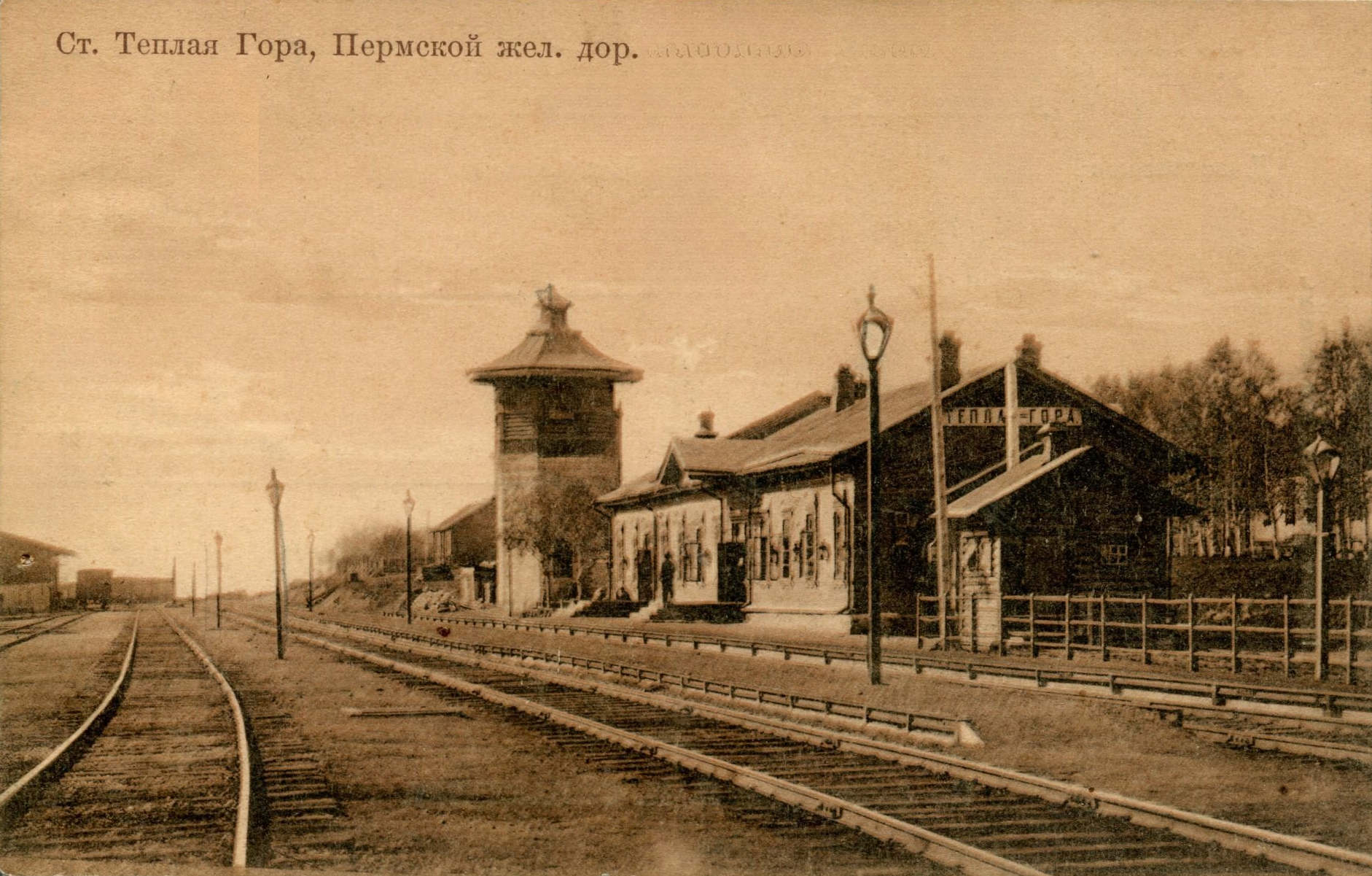
Станция Тёплая Гора в начале XX века

## История
1. ↑  Расписание пригородных поездов на станции Тёплая Гора. Дата обращения: 4 мая 2021. Архивировано 4 мая 2021 года.
2. ↑  | Расписание поездов Екатеринбург — Соликамск. Дата обращения: 4 мая 2021. Архивировано 27 февраля 2021 года.

Железнодорожная станция Тёплая Гора была построена как вспомогательный сортировочный пункт при строительстве Горнозаводской железной дороги. Станция была открыта 1 октября 1878 года в вместе с остальным участком Чусовой — Екатеринбург. С 1880 года после открытия лесопильного завода при станции начали строить одноимённый рабочий посёлок, развивавшийся вплоть до 1990-х годов.